# Radhia Cousot

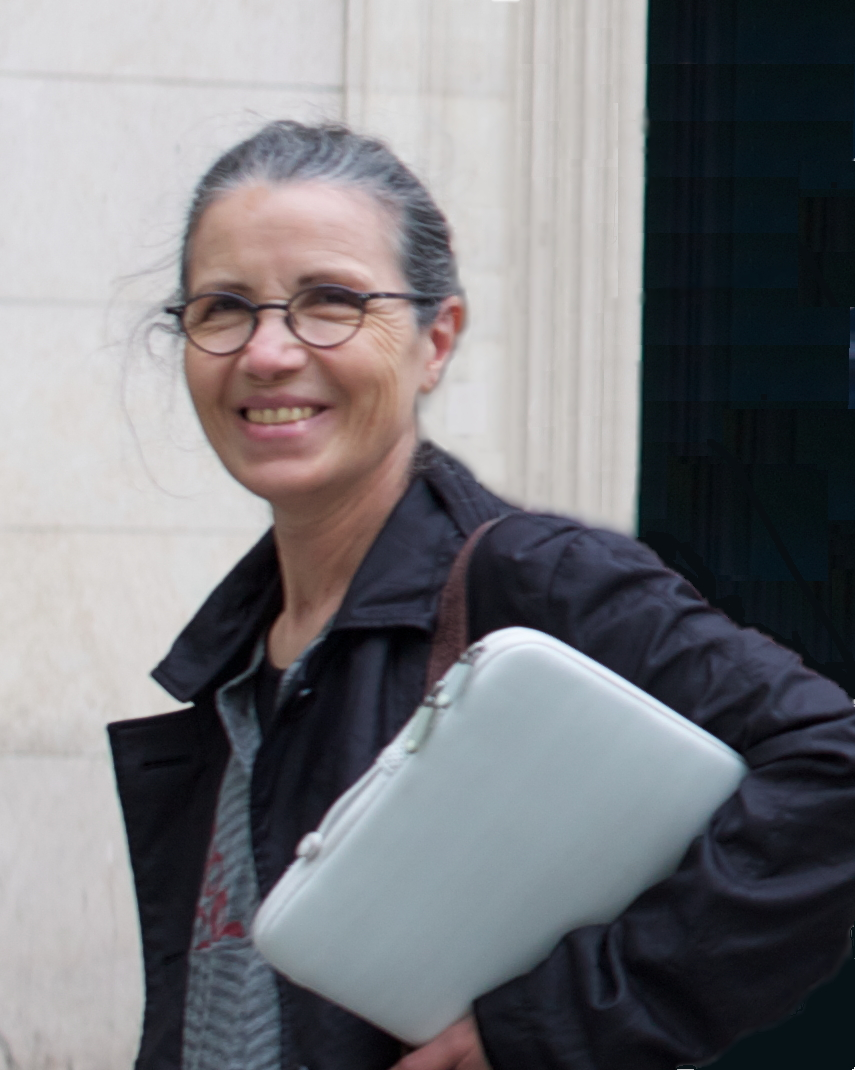
Radhia Cousot

Radhia Cousot (* 6. August 1947 in Sakiet Sidi Youssef in Tunesien; † 1. Mai 2014 in New York City) war eine französische Informatikerin.
Sie überlebte als Schülerin die Bombardierung ihres Heimatorts am 8. Februar 1958 durch die französische Armee; dabei kamen rund  75 Einwohner ums Leben und rund 150 wurden verletzt. Sie besuchte das Lyzeum für Mädchen in Sousse, das französische Gymnasium in Algier und die Polytechnische Schule in Algier, die sie als Beste ihres Jahrgangs (und einzige Frau) abschloss. Ihr Spezialgebiet war mathematische Optimierung und ganzzahlige lineare Programmierung. 1972 erhielt sie ihr Diplom (DEA) in Informatik von der Universität Grenoble und wurde 1985 an der Universität Nancy bei Claude Pair in Mathematik promoviert (Dissertation: Fondements des méthodes de preuve d'invariance et de fatalité de programmes parallèles). Danach forschte sie am IMAG-Labor der Universität Grenoble, wobei sie ein UNESCO-Stipendium hatte, und ab 1980 für das CNRS an den Computer-Laboratorien der Universität Nancy, ab 1984 an der Universität Paris-Süd in Orsay und 1989 bis 2008 an der École polytechnique. Ab 1991 leitete sie dort die Forschungsgruppe Semantik, Beweis und Abstrakte Interpretation. Außerdem lehrte sie 2006 bis 2014 an der École normale supérieure (ENS).
Sie war Gastwissenschaftlerin bei IBM Research (2006 und 2007) und Microsoft Research in Redmond (2009, 2010, 2011, 2012).
Mit ihrem Ehemann Patrick Cousot entwickelte sie um 1975 die Methode der Abstrakten Interpretation in der Programmanalyse. In ihrer Dissertation erweiterte sie die Methode auf Parallelprogramme.
Ab 1999 entwickelte sie unter anderem an der ENS mit Patrick Cousot für Airbus ein Fehlersuchprogramm für eingebettete Systeme Astrée, das später von der Firma AbsInt in Saarbrücken (ein Spinoff der dortigen Universität unter dem Professor Reinhard Wilhelm) vertrieben wurde.
2013 erhielt sie mit ihrem Ehemann den Harlan D. Mills Award der IEEE Computer Society und im selben Jahr erhielten sie den Programming Languages Achievement Award der ACM SIGPLAN.
Sie starb 2014 an Magen-Darmkrebs. 2015 wurde ihrer in Mumbai auf der ACM-SIGPLAN-Konferenz POPL gedacht, wo sie mit ihrem Mann zusammen über die Jahre viele Arbeiten veröffentlicht hatte.